# Sayur Mahincat
Sayur Mahincat is een bestuurslaag in het regentschap Padang Lawas van de provincie Noord-Sumatra, Indonesië. Sayur Mahincat telt 510 inwoners (volkstelling 2010).